# 7. travnja
7. travnja (7. 4.) 97. je dan godine po gregorijanskom kalendaru (98. u prijestupnoj godini).
Do kraja godine ima još 268 dana.

## Događaji
- 1141. – Na englesko prijestolje je došla Matilda
- 1348. – Osnovano Karlovo sveučilište u Pragu
- 1789. – Selim III. postaje osmaski sultan
- 1805. – U Beču praizvedena Beethovenova Treća simfonija
- 1919. – U Münchenu proglašena Bavarska sovjetska republika.
- 1939. – Drugi svjetski rat: Italija okupirala Albaniju
- 1941. –  Započeo Bjelovarski ustanak
- 1948. – Osnivanje SZO. Poznat još kao i Svjetski dan zdravlja
- 1963. – Usvojen je novi savezni Ustav kojim je Jugoslavija promijenila ime u Socijalističku Federativnu Republiku Jugoslaviju (SFRJ).
- 1992. – RH odlukom predsjednika dr. Franje Tuđmana među prvima u svijetu priznala neovisnost, samostalnost i teritorijalni integritet Republike BiH
- 1992. – SAD priznale Republiku Hrvatsku
- 1994. – U Ruandi počinjen genocid nad Tutsima
- 2001. – NASA lansirala sondu 2001 Mars Odyssey
- 2009. – Bivši peruanski predsjednik Alberto Fujimori osuđen na 25 godina zatvora zbog zločina protiv čovječnosti, korupcije i otmice

| - 1506. – Sveti Franjo Ksaverski, španjolski misionar, suosnivač Družbe Isusove i svetac († 1552.) - 1652. – Klement XII., papa († 1740.) - 1770. – William Wordsworth, engleski pjesnik († 1850.) - 1772. – Charles Fourier, francuski filozof († 1837.) - 1882. – Kurt von Schleicher, njemački general i političar († 1934.) - 1889. – Gabriela Mistral, čileanska književnica i nobelovka († 1957.) - 1899. – Ante Topić Mimara, kolekcionar i povjesničar umjetnosti († 1987.). - 1915. – Billie Holiday, jazz pjevačica († 1959.). - 1920. – Ravi Shankar, američko-indijski svirač sitare († 2012.) - 1924. – Johannes Mario Simmel, austrijski pisac († 2009.) - 1939. – Francis Ford Coppola, američki redatelj, scenarist i producent - 1941. – Gorden Kaye, britanski glumac († 2017.) - 1944. – Gerhard Schröder, njemački političar i državnik - 1944. – Miroslav Lukačić, hrvatski gitarist, osnivač Crvenih koralja - 1946. – Dimitrij Rupel, slovenski političar i diplomat - 1947. – Florian Schneider, njemački glazbenik († 2020.) - 1949. – Mesud Dedović, bosanskohercegovački glumac - 1952. – Stjepan Spajić, hrvatski poduzetnik i sportski djelatnik († 2004.) - 1954. – Jackie Chan, kineski glumac - 1985. – Mia Biondić, hrvatska glumica | - 924. – Berengar I., talijanski kralj - 1498. – Karlo VIII., francuski kralj (* 1470.) - 1614. – El Greco, španjolski umjetnik grčkog porijekla (* 1541.) - 1719. – Ivan Krstitelj de La Salle, francuski reformator i svetac (* 1651.) - 1789. – Abdul Hamid I., turski sultan (* 1725.) - 1823. – Jacques Charles, francuski fizičar (* 1746.) - 1834. – Pedro I. Brazilski, brazilski car (* 1798.) - 1836. – William Godwin, engleski povjesničar i pisac (* 1756.) - 1854. – Georg Simon Ohm, njemački fizičar (* 1787.) - 1891. – P. T. Barnum, američki poduzetnik (* 1810.) - 1919. – Jozafata Hordaševska, ukrajinska redovnica (* 1869.) - 1925. – Patrijarh Tihon, patrijarh Ruske pravoslavne Crkve (* 1865.) - 1931. – Milutin Cihlar Nehajev, književnik i novinar (* 1880.) - 1943. – Jovan Dučić, srpski pjesnik (* 1871.) - 1947. – Henry Fonda, američki industrijalac (* 1863.) - 1968. – Jim Clark, britanski vozač športskih automobila (* 1936.) - 1975. – Krsto Hegedušić, hrvatski slikar (* 1901.) - 1981. – Norman Taurog, američki filmski redatelj (* 1899.) - 2005. – Cliff Allison, britanski vozač športskih automobila (* 1932.) - 2017. – Relja Bašić, hrvatski kazališni, filmski i televizijski glumac i redatelj (* 1930.) - 2018. – Tomislav Premerl, hrvatski arhitekt i konzervator (* 1939.) |
| | |

## Blagdani i spomendani
- Svjetski dan zdravlja

## Imendani
- Herman